# 李青龍
- 李菁龍

李 青竜（旧字体：李 靑龍、イ・チョンヨン、朝鮮語: 이청용、1988年7月2日 - ）は大韓民国・ソウル特別市出身のサッカー選手。韓国代表。蔚山HD FC所属。ポジションはミッドフィールダー。本貫は青海李氏。

## 経歴
2004年、FCソウルでサッカー選手としてのキャリアをスタートさせると、瞬く間にその才能を開花させ各年代の代表チームに招集されるようになる。
2007年にはFIFA U-20ワールドカップ、2008年には北京オリンピックに韓国代表チームの一員として出場、チームとしての成績は芳しくなかったが李自身はチームの中心選手として活躍した。
北京オリンピック終了後は韓国A代表へとコンスタントに招集されるようになり、ユース代表の頃からの国際マッチ経験も重なりイングランドの複数のクラブから注目を浴びるようになる。
そして、2009-2010シーズンを目前にした2009年8月1日にボルトン・ワンダラーズFCへの移籍が決定、21歳でのプレミアリーグ移籍は韓国人として最年少であった。決して得点能力は高くないが、ゲームメイキングのセンスに優れ韓国サッカー界ではニューヒーローとして評価されている。2009年1月、イギリスの日刊紙「タイムズ」は李選手を50人の新星サッカー選手として選定した。
2010 FIFAワールドカップにも出場し、グループリーグ第2戦のアルゼンチン戦でW杯初得点を記録。決勝トーナメント1回戦のウルグアイ戦では一時同点に追いつくヘディングシュートを決めた。
2011年7月30日の5部リーグ所属であるニューポート・カウンティAFC戦でタックルを受けて右脚の腓骨と脛骨の両方を骨折し、全治9ヶ月の診断を受けた。リーグ戦のほとんどを休場することとなり、ようやく37節に途中出場して復帰を果たした。
2015年1月10日、韓国代表としてAFCアジアカップ2015の初戦オマーン戦に出場したが負傷してしまい、大会を離脱することになった。
2015年2月2日、クリスタル・パレスに完全移籍。移籍金は100万ポンド(約1億7000万円)と報じられている。パレス在籍時は38試合出場1ゴール1アシストの成績であった。
2018年6月、契約満了のためチームを退団し、ドイツ・2.ブンデスリーガのVfLボーフムに加入。在籍1年半で35試合出場1ゴール6アシストを記録した。
2020年3月3日、蔚山現代FCに移籍。11年ぶりの母国復帰となった。

## エピソード
韓国において中学校を中退しており、兵役義務の要件となる高校卒業を満たしていない。そのため李には兵役義務がない。韓国人プレイヤーでは2002年の日韓ワールドカップ、2012年のロンドン五輪で兵役義務が免除・短縮されたプレイヤー以外で唯一、兵役義務のない選手である。
ボルトン・ワンダラーズFC時代の同僚であった宮市亮と親交が厚く、その後も交流がある。

## 所属クラブ
- 2004年 - 2009年  FCソウル
- 2009年 - 2015年  ボルトン・ワンダラーズFC
- 2015年 - 2018年  クリスタル・パレスFC
- 2018年 - 2020年  VfLボーフム
- 2020年 -  蔚山現代FC/蔚山HD FC

## 個人成績
| クラブ                 | シーズン | リーグ | リーグ | FAカップ | FAカップ | リーグカップ | リーグカップ | 国際大会 | 国際大会 | 合計 | 合計 |
| クラブ                 | シーズン | 出場   | 得点   | 出場     | 得点     | 出場         | 得点         | 出場     | 得点     | 出場 | 得点 |
| ---------------------- | -------- | ------ | ------ | -------- | -------- | ------------ | ------------ | -------- | -------- | ---- | ---- |
| FCソウル               | 2004     | 0      | 0      | 0        | 0        | 0            | 0            | -        | -        | 0    | 0    |
| FCソウル               | 2005     | 0      | 0      | 0        | 0        | 0            | 0            | -        | -        | 0    | 0    |
| FCソウル               | 2006     | 2      | 0      | 0        | 0        | 2            | 0            | -        | -        | 4    | 0    |
| FCソウル               | 2007     | 15     | 3      | 2        | 0        | 8            | 0            | -        | -        | 25   | 3    |
| FCソウル               | 2008     | 22     | 5      | 1        | 0        | 3            | 1            | -        | -        | 26   | 6    |
| FCソウル               | 2009     | 15     | 3      | 2        | 0        | 1            | 0            | 5        | 0        | 23   | 3    |
| FCソウル               | 合計     | 54     | 11     | 5        | 0        | 14           | 1            | 5        | 0        | 78   | 12   |
| ボルトン・ワンダラーズ | 2009-10  | 34     | 4      | 4        | 1        | 2            | 0            | -        | -        | 40   | 5    |
| ボルトン・ワンダラーズ | 2010-11  | 31     | 3      | 4        | 1        | 1            | 0            | -        | -        | 36   | 4    |
| ボルトン・ワンダラーズ | 2011-12  | 2      | 0      | 0        | 0        | 0            | 0            | -        | -        | 2    | 0    |
| ボルトン・ワンダラーズ | 2012-13  | 41     | 4      | 3        | 1        | 0            | 0            | -        | -        | 44   | 5    |
| ボルトン・ワンダラーズ | 2013-14  | 45     | 3      | 2        | 0        | 0            | 0            | -        | -        | 47   | 3    |
| ボルトン・ワンダラーズ | 2014-15  | 23     | 3      | 0        | 0        | 3            | 0            | -        | -        | 26   | 3    |
| ボルトン・ワンダラーズ | 合計     | 176    | 17     | 13       | 3        | 6            | 0            | -        | -        | 195  | 20   |
| クリスタル・パレス     | 2015-16  | 3      | 0      | 0        | 0        | 0            | 0            | -        | -        | 3    | 0    |
| クリスタル・パレス     | 2016-17  | 13     | 1      | 1        | 0        | 3            | 1            | -        | -        | 17   | 2    |
| クリスタル・パレス     | 合計     | 16     | 1      | 1        | 0        | 3            | 1            | -        | -        | 20   | 2    |
| 通算                   | 通算     | 246    | 29     | 19       | 3        | 23           | 2            | 5        | 0        | 293  | 34   |

## 代表歴
- 韓国代表 2008-
  - 代表デビュー：2008年5月31日 vs ヨルダン
  - 代表初ゴール：2008年9月5日 vs ヨルダン

### 出場大会
- 2007 FIFA U-20ワールドカップ
- 北京オリンピック
- 2010 FIFAワールドカップ
- AFCアジアカップ2011
- 2014 FIFAワールドカップ
- AFCアジアカップ2015
- 2018 FIFAワールドカップ（候補メンバー）

### 試合数
- 国際Aマッチ 90試合 9得点（2008年-2019年）[7]

| 韓国代表 | 国際Aマッチ | 国際Aマッチ |
| 年       | 出場        | 得点        |
| -------- | ----------- | ----------- |
| 2008     | 8           | 2           |
| 2009     | 12          | 0           |
| 2010     | 12          | 3           |
| 2011     | 9           | 0           |
| 2012     | 2           | 0           |
| 2013     | 10          | 1           |
| 2014     | 12          | 0           |
| 2015     | 6           | 1           |
| 2016     | 5           | 1           |
| 2017     | 3           | 0           |
| 2018     | 4           | 0           |
| 2019     | 7           | 1           |
| 通算     | 90          | 9           |

### 得点
| #  | 開催年月日     | 開催地                                                   | 対戦国       | スコア | 結果  | 試合概要                    |
| -- | -------------- | -------------------------------------------------------- | ------------ | ------ | ----- | --------------------------- |
| 1. | 2008年9月5日   | ソウルワールドカップ競技場、ソウル                       | ヨルダン     | 1-0    | ○ 1-0 | 親善試合                    |
| 2. | 2008年11月14日 | アル・サッド（シャシム・ビン・ハマド）スタジアム、ドーハ | カタール     | 1-0    | △ 1-1 | 親善試合                    |
| 3. | 2010年5月16日  | ソウルワールドカップ競技場、ソウル                       | エクアドル   | 2-0    | ○ 2-0 | 親善試合                    |
| 4. | 2010年6月17日  | サッカー・シティ・スタジアム、ヨハネスブルグ             | アルゼンチン | 1-2    | ● 1-4 | 2010 FIFAワールドカップ     |
| 5. | 2010年6月26日  | ネルソン・マンデラ・ベイ・スタジアム、ポート・エリザベス | ウルグアイ   | 1-1    | ● 1-2 | 2010 FIFAワールドカップ     |
| 6. | 2013年11月15日 | ソウルワールドカップ競技場、ソウル                       | スイス       | 2-1    | ○ 2-1 | 親善試合                    |
| 7. | 2015年9月3日   | 華城総合運動場、華城市                                   | ラオス       | 1-0    | ○ 8-0 | 2018 FIFAワールドカップ予選 |
| 8. | 2016年9月1日   | ソウルワールドカップ競技場、ソウル                       | 中国         | 2-0    | ○ 3-2 | 2018 FIFAワールドカップ予選 |

## 個人タイトル
- Kリーグ杯アシスト王 2007
- Kリーグベストイレブン 2008
- Bolton Player of the Year : 2010
- Bolton Players' Player of the Year : 2010
- Bolton Best Newcomer Award : 2010
- North West Premier League Player of the Year : 2009–10